# 植村央
植村 央（うえむら なかば、1933年7月20日 - ）は、東京都を登録地としていた元競輪選手。日本競輪学校（当時）創設以前に選手登録された期前選手で、選手登録番号は1721。同登録日は1949年12月15日。

## 来歴
身長158cmの小兵選手で、追い込みを主体としていた。
デビュー戦は1950年2月7日の岸和田競輪場。初出走初勝利を挙げた。
1955年、第8回全国都道府県選抜競輪（門司競輪場）4000メートル競走優勝。
1998年4月21日選手登録削除。通算戦績3945戦486勝。植村の引退によって、日本競輪学校（当時）創設前にデビューした期前選手は黄金井光良（2000年引退）が最後となった。